# Ulu Selangor
Huyện Ulu Selangor là một huyện thuộc bang Selangor của Malaysia. Huyện Ulu Selangor có dân số thời điểm năm 2010 ước tính khoảng 205049 người.